# Valerie Ramey
Valerie Ann Ramey (* 1959) ist eine US-amerikanische Wirtschaftswissenschaftlerin und Hochschullehrerin.

## Werdegang, Forschung und Lehre
Ramey graduierte 1981 summa cum laude als Bachelor of Arts in Wirtschaftswissenschaft und Spanisch an der University of Arizona. Nach einer kurzen Anstellung bei Toyota setzte sie ihr Studium an der Stanford University fort, wo sie 1987 als Ph.D. in Wirtschaftswissenschaft unter Robert Ernest Hall, John B. Taylor und Steven Durlauf abschloss. Anschließend wechselte sie als Assistant Professor an die University of California, San Diego. 1994 stieg sie an der Hochschule zum Associate Professor auf, ehe sie 1998 zur ordentlichen Professorin berufen wurde.
Rameys Arbeitsschwerpunkte liegen im Bereich Makroökonomie insbesondere zu Konjunkturschwankungen und den Auswirkungen der Staatsausgaben, vor allem im Hinblick auf die Automobil- und Ölindustrie hat sie hier intensiv geforscht und publiziert.
Ramey ist seit 2017 Mitglied der American Academy of Arts and Sciences und seit 2018 Fellow der Econometric Society. Zwischen 2010 und 2013 saß sie im Exekutivkomitee der American Economic Association. Ab 1996 saß sie im Board of Editors des Periodikums American Economic Review, 1999 rückte sie bis 2002 zur Mitherausgeberin auf. Später war sie Mitherausgeberin beim Quarterly Journal of Economics ab 2014 sowie Journal of Economic Perspectives und Journal of Political Economy jeweils ab 2016. 
2020 wurde Ramey für ihre Arbeit mit dem R.-K.-Cho-Wirtschaftspreis ausgezeichnet.